# Johann Schilter

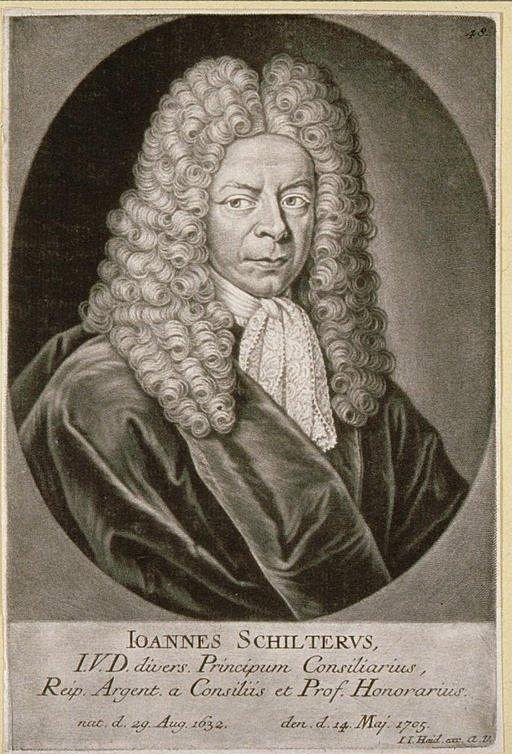
Johann Schilter

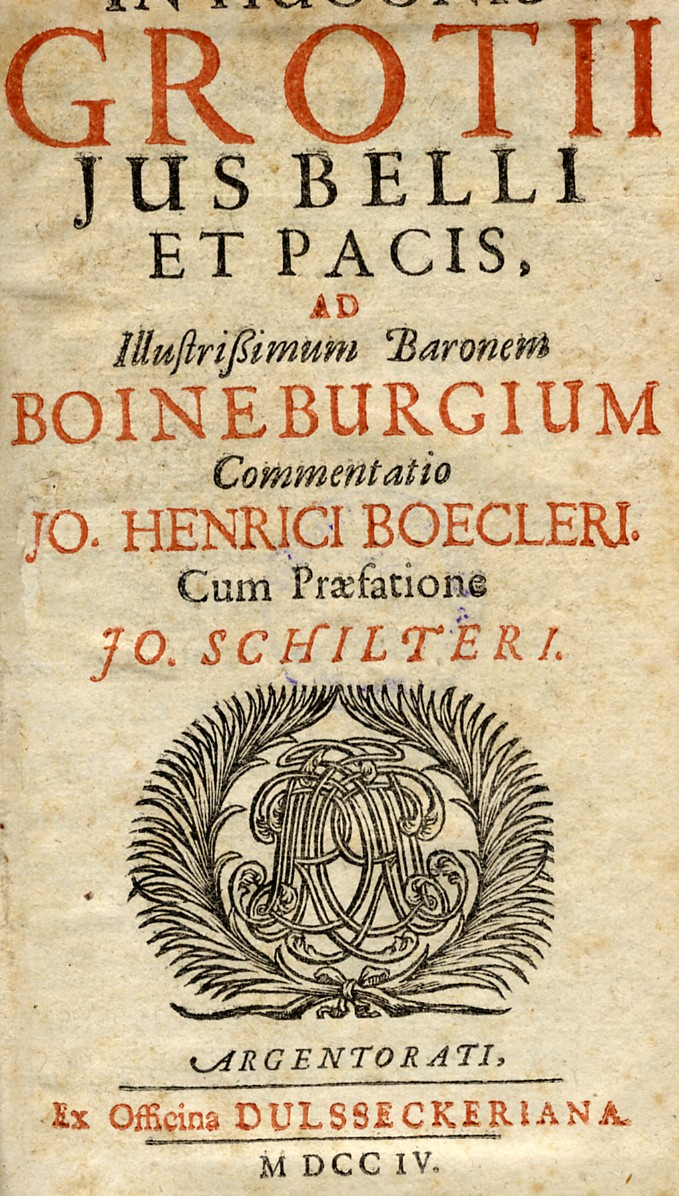
Kommentierte Ausgabe von Grotius’ De jure belli ac pacis mit Vorwort von Johann Schilter

Johann Schilter (* 29. August 1632 in Pegau an der Elster; † 14. Mai 1705 in Straßburg) ist ein deutscher Rechtsgelehrter und Altertumsforscher.

## Leben und Wirken
Johann Schilter kam während des Dreißigjährigen Krieges am 29. August 1632 als Sohn des Kaufmanns Marcus Schilter und Barbara Schilter, geb. Strauch, der Schwester des Jenaer Rechtsgelehrten Johann Strauch, in Pegau zur Welt. Bereits drei Wochen nach der Geburt floh die Familie aufgrund der Kriegsunruhen erst nach Leipzig und dann nach Dresden, wo sein Vater an einer dort ständig auftretenden Krankheit innerhalb eines Jahres starb.
Seine Mutter heiratete bald darauf den Rat und Leipziger Propsteiverwalter Johann Hartmann, der aber wenige Monate nach der Heirat starb. Als 1639 auch seine Mutter starb, kam er im Alter von sieben Jahren zu seinem Onkel nach Leipzig und wurde zusammen mit dessen Sohn erzogen. 1652 studierte er in Jena Philosophie. 1653 verteidigte er unter dem Vorsitz des Professors Johann Philipp Slevogt die Dissertation De syllogismis ex hypothesi mit großem Geschick. Dieser wissenschaftlich geführte Disput wirbelte im gelehrten Jena soviel Staub auf, dass er an der Universität Leipzig sein Philosophiestudium fortsetzen musste. 1655 erwarb er in Leipzig den Grad eines Doktors der Philosophie und kehrte nach Jena zurück, wo er sich auf Anweisung seines Onkels ausschließlich dem fünfjährigen Studium der Jurisprudenz widmete. Ende 1659 unterhielt er in Naumburg eine Advokatur. 1660 verlobte er sich mit Anna Sybilla Bores, der Tochter des Stadtrichters und Kaufmanns in Saalfeld, die er auch später heiratete. Seine Naumburger Advokatur tauschte er bald mit der Erb- und Landeskanzlei im sächsischen Zeitz, bevor er 1668 Amtmann in Ruhla wurde. 1671 wurde er in Jena Doktor beider Rechte. Alsbald folgte er einem Ruf des Herzogs Bernhard von Sachsen-Jena als Hof- und Konsistorialrat und bekam auch die Kammersachen übertragen. Mit dem Tode des Herzogs 1678 endete dieses Dienstverhältnis und er wurde Mitglied des Konsistoriums zu Jena.
Obwohl aus der Ehe vier Kinder hervorgingen, verlief seine Ehe unglücklich. Seine Ehefrau wurde von Zeitgenossen als „bitterböse“ geschildert, die ihn wiederholt öffentlich bloßstellte. Infolge dieser Streitigkeiten zog er als Privatmann von Jena nach Frankfurt am Main um, wo ihn der Ruf als Ratskonsulent und Ehrenprofessor an die Straßburger Universität Ende Juli 1686 ereilte. Als Ratskonsulent hatte er ähnlich einem Generalstaatsanwalt alle an den Senat von Straßburg eingereichten Rechtsangelegenheiten zu prüfen und vor der Beschlussfassung ein Gutachten abzugeben. 1695 verfasste er Introductio in jus feodale, die er der Stadt Straßburg widmete und wofür er als Anerkennung ein Silbergefäß mit Stadtwappen im Werte von 100 Talern erhielt. Als im Februar 1699 durch Ableben ein Lehrstuhl an der Juristenfakultät in der Universität Straßburg frei wurde, erhielt er in Anerkennung seiner Leistungen Ordiniarsitz und Stimme in der juristischen Fakultät, sowie auf eigenen Wunsch als jährliche Sonderleistung ein Fuder alten Weißweines aus den städtischen Kellern. 1699 starb auch seine Frau. Seinen Haushalt führte ihm Susanna Catharina Dieudonné, Tochter seines Freundes und Amtmannes Dieudonné, die er nach dem Tode seiner eigenen Tochter Susanna Sybilla adoptiert hatte.
In den letzten Jahren wurde Johann Schilter von Gicht- und Steinschmerzen geplagt, so dass er das Bett hüten musste und im Bett sogar Vorlesungen hielt. Zuletzt wurde sein Krankenzimmer zum Hörsaal, das von Studenten rege besucht wurde. Johann Schilter starb am Nachmittag des 14. Mai 1705 im Alter von 72 Jahren. Unter großer Anteilnahme fand die feierliche Beerdigung am 17. Mai 1705 statt, an der der Universitätsrektor Johann Philipp Bartenstein die Nachrede hielt, die mit den Worten schloss: Vos cives Academici, tanti viri jacturam dolete, memoriam sacra veneratione colite, corpusque sepulcro inferendum frequenti multitudine sequimini − „Ihr akademischen Bürger [= Mitglieder der Universität], trauert um den Verlust eines solchen Mannes, pflegt sein Andenken mit heiliger Verehrung und folgt seinem Leib, wenn er ins Grab gelegt wird, in zahlreicher Menge!“.
Am ersten Jahrestag seines Todes hielt der Professor der Rechte Johann Heinrich Feltz die Oratio parentalis und einige Studenten verfassten Trauergedichte in deutscher und lateinischer Sprache.

## Bedeutung
Johann Schilter wurde von damaligen Fachgenossen als „deutscher Papinian“ gefeiert während ihn Praktiker ironisch „Wortkönig“ nannten. Unbestritten ist jedoch, dass er mit 45 Schriften ein vielseitiger, kenntnisreicher und scharfsinniger Rechtsgelehrter war, der im Lehnsrecht neue Wege ging, auf dem ihm spätere Rechtsgelehrte folgten. Seine Bücher erlebten zahlreiche Auflagen und gelten in manchen Bereichen wie dem kanonischen Recht als Klassiker.

## Bekannte Bildnisse
Von Johann Schilter sind drei Porträts bekannt, die von den Künstlern Johann Jacob Haid (Augsburg), Martin Bernigeroth (Leipzig) und Johann Adam Seupel (Straßburg) angefertigt wurden.

## Werke (Auswahl)

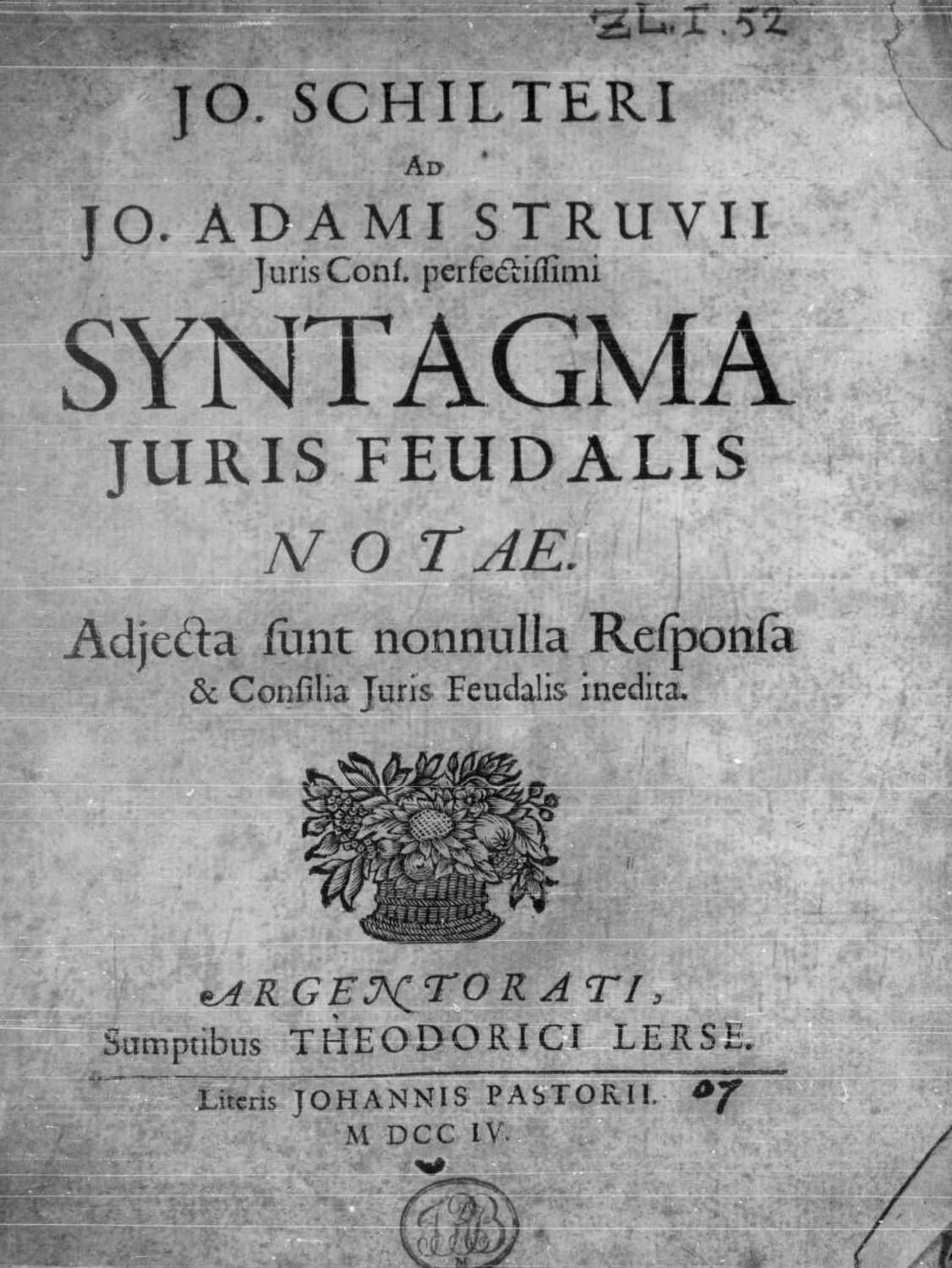
Ad Jo. Adami Struvii Syntagma iuris feudalis notae, 1704

- Exercitationes ad quinquaginta libros Pandectarum Jena, 1675–84,
- Praxis juris romani in foro germanico Jena, 1698, 3 Bände; 3. Auflage, Frankfurt 1733,
- Institutiones juris canonici Jena, 1681 u. öfter,
- Institutiones juris publici romano-germanici, Straßburg, 1697, 2 Bände,
- Scriptores rerum Germanicarum a Carolo M. usque ad Fridericum III. inclusive : partim denuo, ... partim de novo in unum volumen coll. ; una cum omni re diplomatica Friderici Imp. & indicibus convenientibus. - Argentorati : Dulssecker, 1702. Digitalisierte Ausgabe der Universitäts- und Landesbibliothek Düsseldorf
- Ad Jo. Adami Struvii Syntagma iuris feudalis notae. Theodor Lerse, Strasbourg 1704 (Latein, beic.it).
- Codex juris alemannici feudalis Straßburg 1697, 2. Aufl. 1728,
- Thesaurus antiquitatum teutonicarum hrsg. von Frick und Scherz, Ulm 1728, 3 Bände. (Digitalisate: 1. Bd. 1 2 3, 2. Bd. 1 2 3, 3. Bd. 1 2 3)
- Schilter, Johann: Chronicke Der Stadt Freyburg im Brisgaw, Verlegt und getruckt durch Jostas Städel/Im Jahr Christi 1698 (Memento vom 11. Oktober 2003 im Internet Archive)